# کوریانکی دروگیه
کوریانکی دروگیه (به لهستانی:  Kurianki Drugie) یک روستا در لهستان است که در گمینا راچکی واقع شده‌است.